# Лейк-Кармел (Нью-Йорк)
Лейк-Кармел (англ. Lake Carmel) — переписна місцевість (CDP) в США, в окрузі Патнем штату Нью-Йорк. Населення — 8069 осіб (2020).

## Географія
Лейк-Кармел розташований за координатами 41°27′40″ пн. ш. 73°40′4″ зх. д. / 41.46111° пн. ш. 73.66778° зх. д. (41.461177, -73.667877).  За даними Бюро перепису населення США в 2010 році переписна місцевість мала площу 14,23 км², з яких 13,37 км² — суходіл та 0,86 км² — водойми.

## Демографія
Згідно з переписом 2010 року, у переписній місцевості мешкали 8282 особи в 3039 домогосподарствах у складі 2313 родин. Густота населення становила 582 особи/км².  Було 3257 помешкань (229/км²).
Расовий склад населення:
| - 89,1 % — білих - 2,6 % — чорних або афроамериканців - 1,7 % — азіатів - 0,4 % — корінних американців - 4,0 % — осіб інших рас |

До двох чи більше рас належало 2,2 %. Частка іспаномовних становила 15,1 % від усіх жителів.
За віковим діапазоном населення розподілялося таким чином: 22,2 % — особи молодші 18 років, 65,6 % — особи у віці 18—64 років, 12,2 % — особи у віці 65 років та старші. Медіана віку мешканця становила 41,5 року. На 100 осіб жіночої статі у переписній місцевості припадало 99,9 чоловіків;  на 100 жінок у віці від 18 років та старших — 96,3 чоловіків також старших 18 років.
Середній дохід на одне домашнє господарство  становив 97 789 доларів США (медіана — 86 705), а середній дохід на одну сім'ю — 103 062 долари (медіана — 87 152). Медіана доходів становила 62 900 доларів для чоловіків та 45 363 долари для жінок. За межею бідності перебувало 5,6 % осіб, у тому числі 10,5 % дітей у віці до 18 років та 0,0 % осіб у віці 65 років та старших.
Цивільне працевлаштоване населення становило 4473 особи. Основні галузі зайнятості: освіта, охорона здоров'я та соціальна допомога — 30,1 %, роздрібна торгівля — 12,7 %, публічна адміністрація — 9,1 %, науковці, спеціалісти, менеджери — 8,1 %.